# Tên lửa chống tăng Type 87

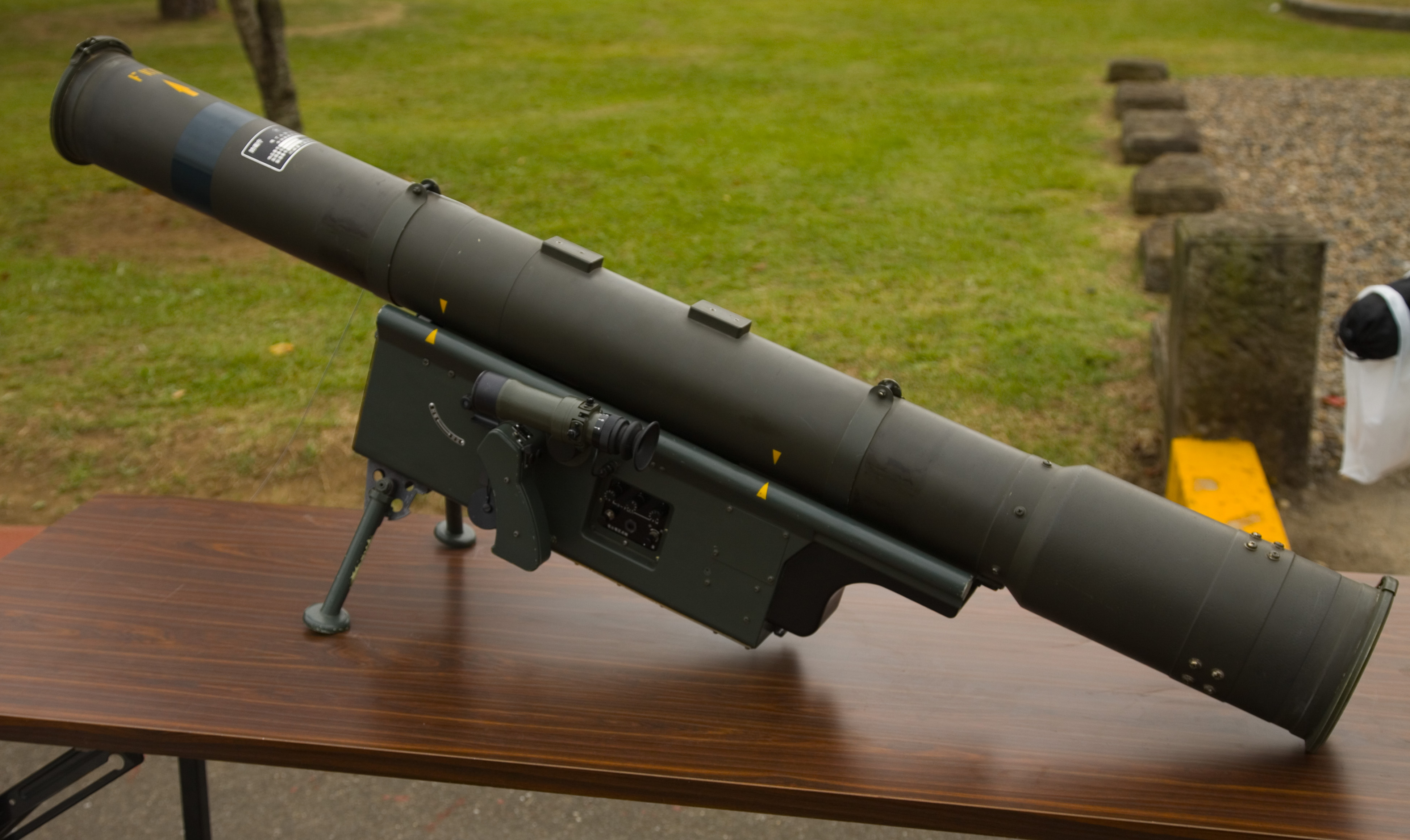
Ống phóng tên lửa của Type 87

Type 87 Chū-MAT (87式対戦車誘導弾, 87-shiki tai-sensha yūdō-dan) là loại tên lửa chống tăng dẫn đường bằng laser của Nhật Bản, hiện đang được trang bị cho JGSDF. Nó được tạo ra để thay thế cho tên lửa Type 64 MAT, sử dụng ngoài chiến tuyến cùng với tên lửa Type 79 Jyu-MAT.

## Lịch sử
Việc phát triển loại tên lửa này được Viện nghiên cứu và phát triển kỹ thuật quốc phòng Nhật Bản bắt đầu vào năm 1976. Các bản thiết kế được bàn giao cho Tập đoàn công nghiệp nặng Kawasaki vào năm 1980 để tiến hành sản xuất một lượng nhỏ các mẫu thử nghiệm vào năm 1982. Phiên bản thử nghiệm hoàn chỉnh đầu tiên hoàn tất năm 1985, phiên bản thử nghiệm thứ hai hoàn tất năm 1986 và dây chuyền sản xuất đã được chuẩn bị để khởi động năm 1987, tuy nhiên việc mua sắm đã bị trì hoãn hai năm. Các sản phẩm đầu tiên được đưa vào phục vụ JGSDF năm 1989. Việc sản xuất sau đó được bắt đầu lại với tiến độ khá chậm (khoảng 24 ống phóng được sản xuất mỗi năm).
Vào năm 2007, một dự án mới được Viện Nghiên cứu và Phát triển kỹ thuật Quốc phòng Nhật Bản tiến hành để phát triển một loại tên lửa chống tăng hạng nặng mới có thể mang bởi một người, phục vụ tiền tuyến thay thế cho Type 87. Tên mã của dự án được JSDF gọi là Shin Chu-MAT.

## Miêu tả
Type 87 là hệ thống tên lửa sử dụng hệ thống chỉ thị mục tiêu bằng laser bán chủ động. Tên lửa sử dụng động cơ nhiên liệu rắn một giai đoạn. Ống phóng thường được gắn trên bệ chống ba chân và thường được sử dụng bởi một nhóm tác chiến hai người, trong đó một người sẽ lo việc sử dụng hệ thống chỉ thị mục tiêu, người còn lại lắp ống phóng vào vị trí và khai hỏa. Ống phóng và hệ thống chỉ thị mục tiêu có thể cách xa nhau tối đa 200 mét hoặc có thể gắn hệ thống chỉ thị mục tiêu vào bệ chống ba chân của ống phóng để tiện cho một người làm tất cả các thao tác, tuy nhiên việc này sẽ có rắc rối là luồng khói từ tên lửa sẽ che tia laser chỉ thị mục tiêu mà hệ thống chỉ thị phát ra khiến cho tên lửa bị mất mục tiêu. Một hệ thống chỉ thị có thể dẫn đường cho nhiều tên lửa cùng một lúc.
Tương tự như Type 64 MAT và Type 79 Jyu-MAT, hệ thống tên lửa này thường được gắn trên xe jeep Mitsubishi Type 73 hay xe bọc thép hạng nhẹ Komatsu LAV.